# Лепотица и Звер (филм из 2017)
Лепотица и Звер (енгл. Beauty and the Beast) филмски је фантастични мјузикл из 2017. године, режисера Била Кондона по сценарију Стивена Чбоскија и Евана Спилиотопулоса. Продуциран од стране компанија Walt Disney Pictures и Mandeville Films, филм је играна адаптација истоименог анимираног филма из 1991. године. Главне улоге играју Ема Вотсон, Ден Стивенс, Лук Еванс, Кевин Клајн, Џош Гад, Јуан Макгрегор, Стенли Тучи, Одра Макдоналд, Гугу Мбета Рао, Ијан Макелен и Ема Томпсон.
Играна верзија филма Лепотица и Звер је први пут најављена у априлу 2014, када је Кондон најављен као режисер; Вотсонова, Стивенс, Еванс и остатак глумачке поставе се придружио пројекту између јануара и априла 2015. године. Филм је сниман од маја до августа исте године у Енглеској. Са процењеним буџетом од 255 милиона долара, један је од најскупљих филмова икада снимљених. Филм садржи обрађене верзије свих песама анимираног филма из 1991. и још две оригиналне песме.
Филм је премијерно приказан 23. фебруара 2017. у Лондону, док је у америчким биоскопима реализован 17. марта исте године, у Дигитал 3Д, РеалД 3Д, ИМАКС и ИМАКС 3Д форматима. Добио је углавном позитивне критике од стране критичара, који су нарочито похвалили верност оригиналном анимираном филму, као и елементима са бродвејског мјузикла, глуму, визуелни стил, музику, песме, костиме и продукцију, док су неки критиковали дизајн појединих ликова, као и претерану сличност са оригиналним филмом.
Зарадио је преко 1,2 милијарде долара широм света, постајући најуспешнији играни мјузикл, други најуспешнији филм из 2017. године, као и, у то време, десети најуспешнији филм свих времена. Био је номинован за две Филмске награда по избору критичара, две награде БАФТА, као и два Оскара, у категоријама за најбољу сценографију и најбољу костимографију. Лепотица и звер је први Дизнијев играни филм синхронизован на српски језик. Спин-оф/преднаставна телевизијска серија, Мали град, тренутно је у развоју.

## Радња
Прича и ликови које знате и волите спектакуларно оживљавају у овој играној адаптацији Дизнијевог анимираног класика Лепотица и Звер, филму који прославља једну од најлепших бајки света. Искусите чудесно путовање Бел (Ема Вотсон), паметне, лепе и независне младе жене која постаје заробљеник Звери (Ден Стивенс) у његовом дворцу. Упркос страховима, она се спријатељује са зачараним особљем дворца и проналази начин да завири иза застрашујуће спољашњости Звери и пронађе добру душу правог принца.

## Улоге
| Име лика       | Глумац         | Српски глас                                             |
| -------------- | -------------- | ------------------------------------------------------- |
| Бел            | Ема Вотсон     | Мина Совтић (дијалози) Лејла Хот (песме)                |
| Звер           | Ден Стивенс    | Петар Бенчина (дијалози) Борис Режак (песме)            |
| Гастон         | Лук Еванс      | Војин Ћетковић (дијалози) Ђорђе Давид (песме)           |
| Лефу           | Џош Гад        | Небојша Илић (дијалози) Александар Седлар (песме)       |
| Морис          | Кевин Клајн    | Милан Михаиловић (дијалози) Љуба Нинковић (песме)       |
| Лумијер        | Јуан Макгрегор | Драган Мићановић (дијалози) Слободан Стефановић (песме) |
| Каденца        | Стенли Тучи    | Бојан Жировић (дијалози) Милан Живадиновић (песме)      |
| Мадам Комода   | Одра Макдоналд | Катарина Јовановић                                      |
| Часворт        | Ијан Макелен   | Предраг Ејдус (дијалози) Срђан Чолић (песме)            |
| Госпођа Чајник | Ема Томпсон    | Елизабета Ђоревска (дијалози) Ивана Кнежевић (песме)    |